# (6263) 1980 PX
(6263) 1980 PX là một tiểu hành tinh vành đai chính. Nó được phát hiện bởi Zdeňka Vávrová ở Đài thiên văn Kleť gần České Budějovice, Cộng hòa Séc, ngày 6 tháng 8 năm 1980.